# Лондонська конвенція (1884)
Лондонська конвенція була договором, укладеним у 1884 році між Великою Британією, як верховною державою в Південній Африці, та Південно-Африканською Республікою. Лондонська конвенція замінила Преторійську конвенцію 1881 року.

## Історична довідка
Договір регулював відносини між ПАР і Британією після повернення Південно-Африканської Республіки після Першої англо-бурської війни.

## Делегати
Південно-Африканську Республіку представляли такі делегати:
- Президент Поль Крюгер
- Генерал Ніколас Сміт
- Рев. Стефан Якоб дю Туа
- Йонхір Герард Якоб Теодор Беелаертс ван Блокланд, голландський юридичний радник Південно-Африканської Республіки
- Евальд Огюст Есселен, секретар бурської делегації

## Зміст конвенції
Конвенція включала основну частину попередньої Преторійської конвенції, але з двома основними відмінностями.

### Назва країни
Після Преторійської конвенції назву Південно-Африканської Республіки було змінено на Територію Трансвааль. На прохання Фольксраада території Трансвааль назву було повернуто Південно-Африканській Республіці.

### Сюзеренітет
Головним результатом Лондонської конвенції було зміна британського сюзеренітету над Південно-Африканською Республікою. Лондонська конвенція передбачала, що Південно-Африканська Республіка має право укласти договір з Оранжевою республікою без згоди британців. Для будь-якого іншого договору з будь-якою іншою державою вимагатиме схвалення британського суб'єкта, але британцям не знадобиться більше шести місяців, щоб повідомити Південно-Африканську Республіку про таке схвалення або відхилення.